# لویتنباخ (بایرن)
لویتنباخ (به آلمانی: Leutenbach) یک شهر در آلمان است که در فورشایم واقع شده‌است.